# Agaricia undata
Agaricia undata là một loài san hô trong họ Agariciidae. Loài này được Ellis and Solander mô tả khoa học năm 1786.